# 畔柳鎮
畔柳 鎮（くろやなぎ しげる）は、岡山大学名誉教授、林学者。岡山大学農学部園芸学科時代、造園学研究室を主宰。昭和59･60年度日本造園学会関西支部長。